# سامانه نبرد هوایی آینده

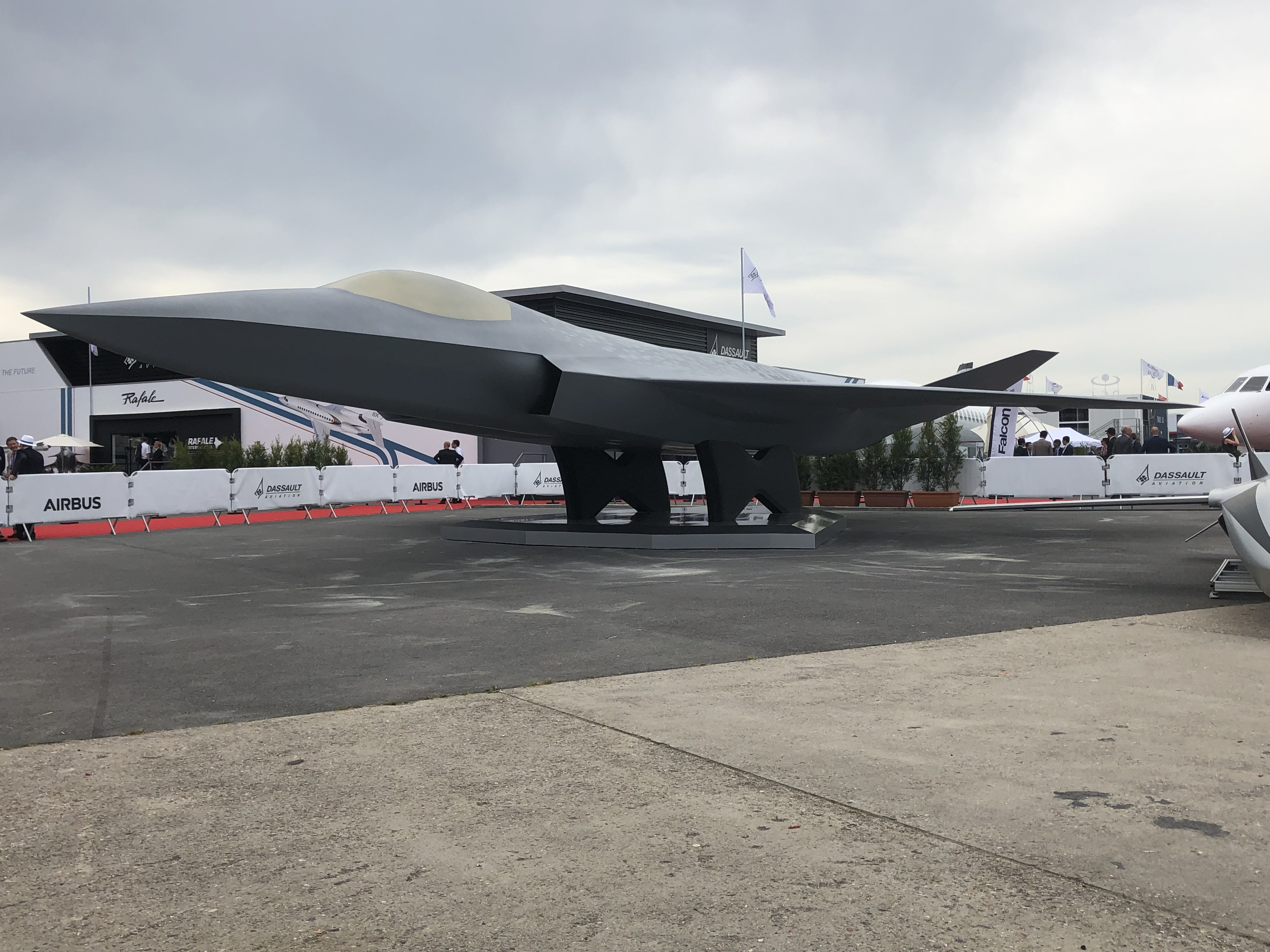

سامانه نبرد هوایی آینده (فرانسوی: Système de combat aérien du futur; SCAF‎) یک پروژه مشترک میان کشورهای فرانسه، آلمان و اسپانیا برای ساخت جنگنده نسل ششم است که در حدود سال ۲۰۳۵ معرفی خواهد شد و بدین وسیله یوروفایتر تایفون و مک‌دانل داگلاس اف/ای-۱۸ هورنت در آلمان و اسپانیا و داسو رافال در فرانسه را بازنشسته خواهد کرد.